# 東阿卡迪亞 (北卡羅萊納州)
東阿卡迪亞（英語：East Arcadia）是一個位於美國北卡羅萊納州布拉登縣的城鎮。

## 人口
根據2020年美國人口普查的數據，東阿卡迪亞的面積為5.82平方千米，皆為陸地。當地共有人口418人，而人口密度為每平方千米72人。